# Koraldyr
Koraldyr (græsk: korállion), klassen anthozoa, er rovdyr, som lammer byttet med nældeceller. Mange koraller indeholder alger (zooxantheller), og lever indirekte af fotosyntese. Koraldyr findes både som bløde hornkoraller og som hårde stenkoraller, der har et indre skelet af kalk. De sidste er de kendte rev-byggere. De revbyggende koraller lever i symbiose med alger.
Koralrevenes liv trues nu af blegning som følge af den globale opvarmning og af havenes forsuring. Siden industrialiseringen begyndte, har havenes temperatur og surhedsgrad (pH) ændret sig markant som følge af udledningen af kuldioxid. Forsuringen forventes at spille en stor rolle for kalkdannende koraller og mange andre havlevende organismer som kalkflagellater (nanoplankton), foraminiferer, pighuder, krebsdyr og bløddyr. Dette kaldes også det andet kuldioxydproblem.
En del koraller, inklusiv akvarie "begynderkoraller", eller bakterier som lever herpå, afgiver gifte, når de dør (forsvarsmekanisme) eller formerer sig - de skal undgås i akvarier. Fiskene i akvariet kan også dø, når en koral dør eller formerer sig.

## Systematik
- Koraldyr (Anthozoa)
  - Hexacorallia (Zoantharia) – Mangearmede koraldyr
    - Zoanthidea (Zoanthiniaria) – søanemoner
    - Actiniaria – herunder de fleste søanemoner
    - Antipatharia
    - Corallimorpharia
    - Ceriantipatharia
    - Scleractinia – ægte koraller
    - Heliolitida † (uddød)
    - Rugosa † (uddød)
    - Tabulata † (uddød)

  - Octocorallia (Alcyonaria) – Ottearmede koraldyr (bløde koraller)
    - Alcyonacea ( (Søtræer, Bambuskoral, Xenia, dødningehånd...)
    - Helioporacea ( Blå koral (Heliopora coerulea)...)
    - Pennatulacea ( Søfjer )

## Akvarie- og hobbybrug
Indenfor den hobbyprægede del af akvarie-verdenen, opdeler man ofte koraller i de tre grupper:
- Small Polyped Stonecorals (SPS)
- Large Polyped Stonecorals (LPS)
- Blødkoraller.

SPS er små stenkoraller med polypdyr og betragtes som de mest krævende og sværeste at holde. LPS er store stenkoraller med polypper, mindre krævende og betragtes som middelsvære at holde. Blødkorallerne er de mindst krævende og betragtes som gode begynderkoraller.
Det er ikke en videnskabelig inddeling, men medvirker blot til at man bedre kan skelne dem i dagligdagen og tale meningsfuldt om dem

## Lovgivning og beskyttelse
Koraller og koralrev er sårbare naturtyper, som er truet flere steder i verden. Derfor er der en del lovgivning omkring omgangen med koraller. Dekorationer af koraller og hele koraller kræver eksempelvis en eksporttilladelse fra det land hvori de er købt eller skaffet. I nogle lande er det nemlig forbudt at eksportere koraller og indsamling på stranden kan også være forbudt. Dog er koralfragmenter fra stenkoral på højst 3 cm som regel undtaget og kan hjemtages fra visse lande i Sydøstasien uden særlig tilladelse.

## Galleri
- Fra NOAA: Koraller i det sydlige Californien.
- Forskellige døde koraller i et akvarium.
- 3D-model af en Acropora-koral.